# Acropora parahemprichii
Acropora parahemprichii là một loài san hô trong họ Acroporidae. Loài này được Veron mô tả khoa học năm 2002.